# Calchín
Calchín è una città argentina situata nel dipartimento del Río Segundo di Córdoba.

## Economia
Gran parte dell'economia di Calchín proviene dalla produzione di erba medica.